# Balla Miklós (író)
Balla Miklós, 1902-ig Epstein Mór (Abádszalók, 1874. július 25. – Budapest, 1912. november 3.) író, költő, újságíró, lapszerkesztő. Balla Zsuzsi színésznő édesapja.

## Élete
Epstein Ignác sertéskereskedő és Weiszbrun Berta fia. Húszéves korában került a fővárosba, ahol több versét is kiadták. A Kisfaludy Társaság a Bulyovszky-díjjal jutalmazta „Rútacska” című költői elbeszélését. A Magyar Tudományos Akadémia 1907-ben Farkas-Raskó-díjjal jutalmazta a „Királyhágón” című költeményét. Verseit erős formaérzék, kedves magyarosság, őszinte közvetlenség jellemzi. Halálát agylágyulás okozta.

## Magánélete
Házastársa Maller Adél (1886–1935) volt, akit 1906. július 5-én Budapesten, a Józsefvárosban vett nőül.

## Önálló művei
- Versek (1899)
- Költemények (1901)
- Tilalomfa (1906)
- A tolvaj és egyéb költemények (1910)
- Nagy idők tanuja (dramolett, 1910)